# Vasile Năstase
Vasile Dorel Năstase (* 1. Januar 1962 in Podu Turcului) ist ein ehemaliger rumänischer Ruderer.

## Biografie
Vasile Năstase gewann bei der Universiade 1987 und 1989 mit dem rumänischen Vierer mit Steuermann beide Male die Goldmedaille. 1989 wurde er zudem Weltmeister in der gleichen Bootsklasse. Bei den Olympischen Sommerspielen 1992 in Barcelona holte er im Achter die Silbermedaille. Bei den Weltmeisterschaften in den folgenden zwei Jahren holt er mit dem rumänischen Achter eine Silber- und eine Bronzemedaille.